# Sellador

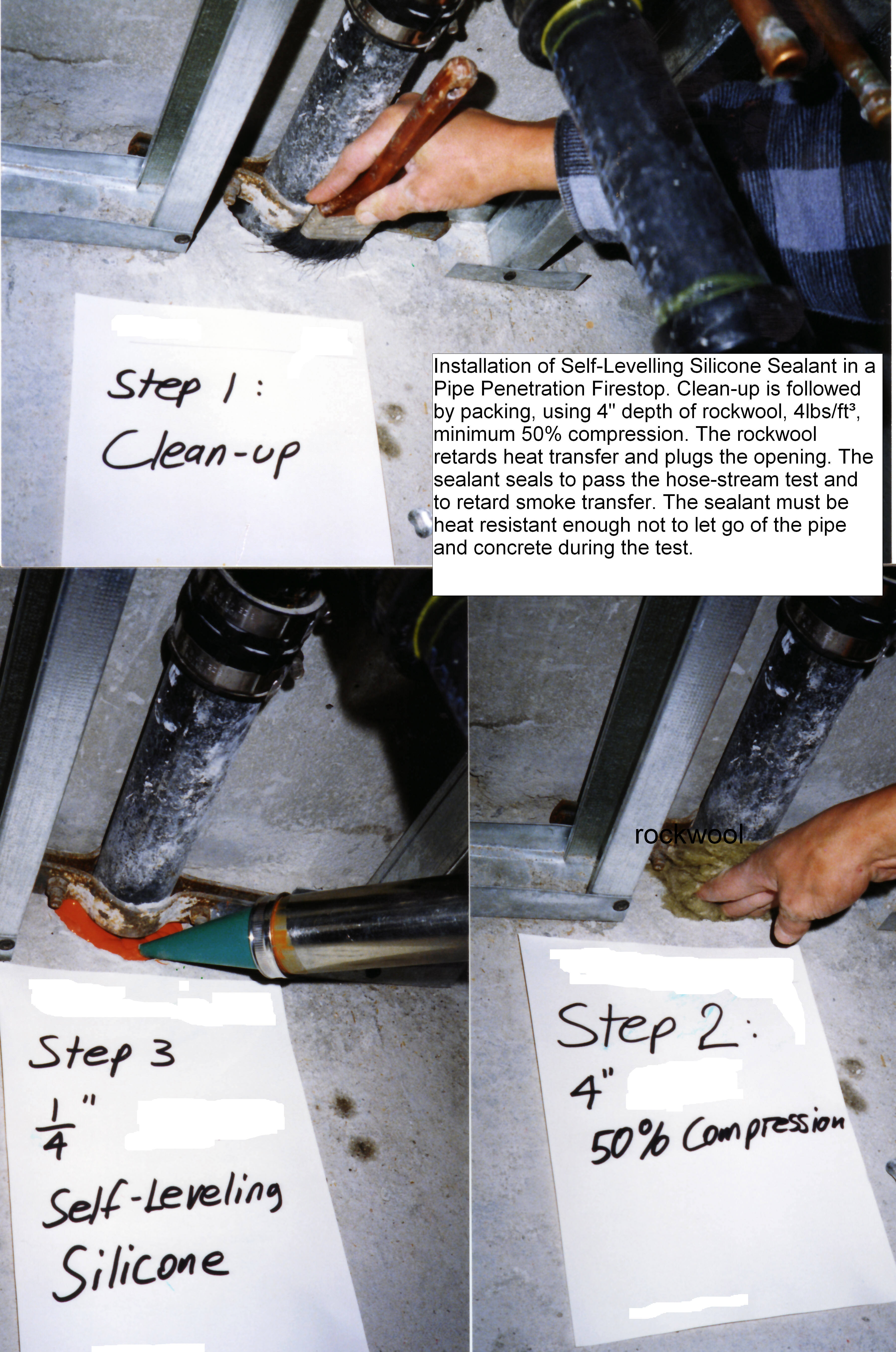
Sistema cortafuegos de silicona autonivelante y lana de roca utilizado alrededor de una tubería. Este sello consigue que el hormigón y la tubería, en conjunto, sigan evitando la propagación del fuego incluso por las juntas. Pasos: 1.- Limpieza
2.-Lana de roca comprimida
3.-Sellado con silicona.

Un sellador o  sellante es un material viscoso que cambia a estado sólido una vez aplicado y que se utiliza para evitar la penetración de aire, gas, ruido, polvo, fuego, humo o líquidos desde un sitio a otro a través de la barrera sellada.
Los selladores ayudan al mantenimiento y cuidado de los inmuebles, la correcta elección permite obtener mayores beneficios del producto, como: impermeabilidad, elasticidad, rendimiento, durabilidad, acabados estéticos, etc.

## Selladores de silicona
Los selladores que utilizan como componente principal la silicona están desarrollados para: el sellado estructural en fachadas, estructuras, muros cortina, etc.; como sello secundario en vidrio doble o aislado; juntas de expansión térmica en carreteras de concreto; juntas a tope y sellos perimetrales; en la unión entre materiales distintos (concreto y vidrio, concreto y metal, concreto con cancelería, vidrio con metal, vidrio con vidrio, etc.) y, especialmente tienen una excelente adherencia sobre policarbonato y PVC.
Algunas de las características que les hacen destacar frente a otros sellos son: evitan la formación de hongos, lo que le hace de especial interés en el sellado de juntas de cocinas y baños; al ser un material inorgánico duran más ya que resisten los rayos UV; mantienen sus propiedades con el paso del tiempo (elasticidad, capacidad de movimiento, fuerza de adhesión, etc); y son más elásticos que la mayoría de los demás sellantes.

## Selladores de poliuretano
Están elaborados con poliuretano y diseñados especialmente para sellar juntas y grietas con movimientos fuertes y moderados en muros, cancelería, cisternas, marcos de puertas y entre elementos prefabricados.
Entre las características que destacan en este tipo de sellantes encontramos: que ofrecen una excelente adherencia sobre todo tipo de materiales como: hormigón, madera, asbesto, cemento, acero, aluminio, vidrio, entre otros; se pueden pintar; duran más y resisten a la intemperie; y son elásticos en algunas de sus variedades.

## Selladores acrílicos
Utilizan como base para su fabricación los polímeros obtenidos del ácido acrílico. Se utilizan como sellador de juntas de conexión, alrededor de ventanas, puertas, tuberías de PVC, domos, etc., o grietas con muy bajos movimientos, en interior y exterior, también se pueden colocar como relleno en grietas interiores y exteriores (no pueden estar permanentemente en inmersión de agua).
Una de la mayores ventajas de estos selladores es que se aplican fácilmente con una pistola de calafateo, no se deforman ni se contraen, son fácilmente manejables y muy económicas, y también cuentan con una boquilla que permite distribuir el producto uniformemente y del ancho adecuado.
Son fáciles de aplicar, tienen buena adherencia en materiales como concreto y madera, son durables, con muy buena resistencia a golpes y vibraciones y se puede pintar sobre ellos, una vez que el producto ha secado. Unen gran variedad de materiales: concreto, mortero, fibrocemento, ladrillo, aluminio, vidrio, PVC rígido y madera.

## Utilización
Los detalles de uso pueden variar según el tipo de sellante seleccionado así como del tipo de superficie, material, estado, etc. A modo de ejemplo se ofrece una guía genérica para la mayor parte de selladores con presentación en tubo y su utilización para el correcto sellado de juntas paso a paso:
1.- Los bordes de la junta deben estar secos, sanos y limpios, enmascare con cinta los bordes.
2.- Corte la boquilla del cartucho en diagonal de acuerdo con el ancho deseado, perfore el sello e instálelo en la pistola de calafateo.
3.- Rellene completamente la junta manteniendo la punta de la boquilla en el fondo. Para un mejor acabado, afine la aplicación con una cuchara, espátula o con los dedos mojados en agua jabonosa.